# Mesochorus grandisops
Mesochorus grandisops là một loài tò vò trong họ Ichneumonidae.